# Szavíra-Mogador repülőtér
Az Szavíra-Mogador repülőtér (franciául: Aéroport d'Essaouira-Mogador, arabul: مطار الصويرة موكادور) (IATA: ESU, ICAO: GMMI) egy nemzetközi repülőtér Marokkóban, Szavíra közelében. Éves utasforgalma 96 354 fő (2022).

## Futópályák
A repülőtér futópályái:
- 16/34

## Légitársaságok és úticélok
| Légitársaság | Célállomások                                                                          |
| ------------ | ------------------------------------------------------------------------------------- |
| easyJet      | Bordeaux, Lyon, Toulouse                                                              |
| Ryanair      | Szezonális: Brüsszel (2021 október 30-ig), Charleroi (2021 október 31-től), Marseille |
| Transavia    | Párizs–Orly repülőtér                                                                 |

## Forgalom
Az utasforgalom az elmúlt években az alábbi módon változott:
| Utasok száma | 25 447 | 78 193 | 62 591 | 65 992 | 67 977 | 104 587 | 120 435 | 41 013 | 29 162 | 96 354 |
|              | 2012   | 2013   | 2014   | 2015   | 2016   | 2018    | 2019    | 2020   | 2021   | 2022   |